# Quarab
Quaraben är en typ av häst som avlas i USA. Quaraben är egentligen ingen egen hästras utan en korsning mellan Arabiskt fullblod och Quarterhäst. Men den har en egen förening och kan registreras i USA. Man tillåter även blod från Pinto som ger Quaraber som är skäckar, en färg som annars inte är tillåten hos varken araben eller Quarterhästen. Quaraben börjar få mer rasstatus nu när reglerna säger att båda föräldrarna till en Quarab måste vara registrerade inom föreningen för att en häst ska få registreras och betecknas som Quarab. 

## Historia
Att korsa Quarterhästar med arabiska fullblod är inget nytt. Quarterhästen är en mycket snabb och vändbar häst och genom att korsa dessa med araber har man fått ädlare hästar med bättre uthållighet. 
1989 startade Quarabföreningen "The United Quarab Registry" i USA för att ge mer reklam och utökning för dessa korsningar i syfte att ge korsningarna mer status som ras. Avdelningen Painted Quarab Index lades till 1991 så att man kunde registrera Quaraber som hade Pintoblod i sig då den populära skäckfärgen inte skulle återfinnas hos Quaraben annars.
Idag är Quaraben fortfarande en ganska ny företeelse men den är populär inom westernridning, showridning och till nöjesridning. 

## Egenskaper
Quaraben får bara ha blod i sig från Araben och Quarter och även lite Pinto. Nosryggen får inte vara utåtbuktande utan måste vara rak eller inåtbuktande som hos araben. Kroppen är smäcker men väl musklad med en lång och smal hals. För att få registreras som en Quarab krävs det att hästen inte har blod från några andra hästar än Quarterhäst, Arab eller Pinto. Det krävs även att hästen har minst 12,5 % blod från antingen Quarter eller Arab medan resterande procent ska utgöra den andra rasen, och eventuellt Pinto. En Quarterhäst med enbart 11 % arabblod i sig, eller vice versa, registreras inte. 
Quaraben bedöms även efter kroppstyp och kan representera den kraftigare boskapstypen med tydliga drag från Quarterhästen som en kraftigare bakdel, muskulösare ben och mer robust byggnad, eller den ädlare lättare arabiska kroppstypen med slank exteriör, väl rundad nacke och inåtbuktande nosprofil. Gemensamt för alla är dock stora ögon och en mankhöjd på ca 145-165 cm.
Quaraben är väl lämpad för Westernridning men även dressyr och körning. 